# Guido Stampacchia
Guido Stampacchia (Nápoles, 26 de março de 1922 — Paris, 27 de abril de 1978) foi um matemático italiano.

## Biografia
Depois de completar os estudos básicos no Liceo Giambattista Vico, ingressou na Escola Normal Superior de Pisa, completou a graduação na Universidade de Nápoles Federico II em 1944, trabalhando com Renato Caccioppoli.

## Obras
- Metodi matematici della fisica, notas do curso de física matemática realizado no ano letivo de 1965 / '66, Impressões do Departamento de Matemática da Universidade de Pisa, Pisa, 1966 (totalizando pp. 137).
- con Sergio Campanato, Sulle maggiorazioni in Lp nella teoria delle equazioni ellittiche, Boletim da União Matemática Italiana, Bolonha, Zanichelli, 1965.
- Équations elliptiques du second ordre à coefficients discontinus, Presses de l'université de Montréal, 1966
- com Jaurès Cecconi, Lezioni di analisi matematica, I: Funzioni di una variabile, Napoles: Liguori editore, 1974, ISBN 88-207-0127-8
- com Jaurès Cecconi, Lezioni di analisi matematica, II: Funzioni di più variabili, Napoles: Liguori, 1980, ISBN 88-207-1022-6
- com Jaurès Cecconi e Livio Clemente Piccinini, Esercizi e problemi di analisi matematica, Napoles: Liguori, 1996, ISBN 88-207-0744-6, ISBN 978-88-207-0744-6
- com Livio C. Piccinini e Giovanni Vidossich, Equazioni differenziali ordinarie in Rn,  Liguori, 1978
  - Ordinary Differential Equations in Rn, Springer Verlag, Nova York, 1983
- com David Kinderlehrer, An introduction to variational inequalities and their applications, Academic Press, Nova York, 1980 ISBN 0-12-407350-6
  - Ristampa: Society for Industrial and Applied Mathematics (SIAM), 2000 ISBN 978-0-89871-466-1 (doi:10.1137/1.9780898719451.fm)